# Благодатное (Бериславский район)
Благодатное (укр. Благодатне) — село  в Высокопольской поселковой общине Бериславского района Херсонской области Украины.
Почтовый индекс — 74021. Телефонный код — 5535. Код КОАТУУ — 6521880802.

## Население
Население по переписи 2001 года составляло 55 человек.

### Языковой состав
Родной язык населения по данным переписи 2001 года:
| Язык       | Численность, чел. | Доля     |
| ---------- | ----------------- | -------- |
| Украинский | 52                | 94,55 %  |
| Русский    | 3                 | 5,45 %   |
| Итого      | 55                | 100,00 % |

## История
По сообщениям российской стороны под контролем пророссийских властей Херсонской области с 2 сентября 2022 года.
14 сентября 2022 года Вооружённые силы Украины вернули контроль над селом.